# Pimpinella nyingchiensis
Pimpinella nyingchiensis är en flockblommig växtart som beskrevs av Z.H.Pan och K.Yao. Pimpinella nyingchiensis ingår i släktet bockrötter, och familjen flockblommiga växter. Inga underarter finns listade i Catalogue of Life.